# Publius Quinctilius Varus
Publius Quinctilius Varus, född cirka 46 f.Kr. i nuvarande Cremona, död 9 e.Kr. i Germanien (nära Kalkriese i dagens Tyskland) var en romersk statsman och militär.  

## Slaget vid Teutoburgerskogen
Han hade haft en lyckad karriär då han runt ungefär år 6 blev guvernör av Germanien. Germanien hade nyligen blivit en del av Romerska riket, och förväntades romaniseras precis som Gallien hade gjort. Varus arbetade med att organisera den nyskapta provinsen.  
Någon gång under år 9 ledde Varus sina tre legioner (17., 18., och 19., ungefär 20 000 man) in i Teutoburgerskogen. Det skulle visa sig vara ett ödesdigert beslut. Han fick höra om uppror i väst, och beslöt att leda sina legioner genom det upproriska området. Den enda vägen gick genom ett litet område av åtkomlig mark. Till söder låg Teutoburgerskogens oåtkomliga berg och till norr gjorde träsk framfarten svårare. De tre legionerna var utsträckta till en lång linje, mycket utsatta för ett bakhåll.  
Romarna utsattes för ett bakhåll och blev fullständigt massakrerade av germaner under ledning av Arminius. De tre legionerna blev fullständigt utplånade. Ytterst få soldater klarade sig undan. Romarrikets totala antal soldater utgjordes vid den tiden av 28 legioner, varför det var en kännbar förlust. Varus begick självmord på slagfältet. 